# UBlock Origin
uBlock Origin（ユーブロック・オリジン）は、コンテンツフィルタリングのためのブラウザ拡張機能の1つで、フリーかつオープンでクロスプラットフォームのソフトウェアである。Google Chrome、Chromium、Microsoft Edge、Mozilla Firefox、Opera、Vivaldiにおいて利用可能。また、Tailsに搭載されたTor Browserにも標準で組み込まれている。

## 歴史

"uBlock"のロゴ（2015年）

uBlockは初めは"μBlock"と名付けられていた。しかし、'µ'をどのように読めばよいのかという混乱を避けるため、"μBlock"は後に"uBlock"に名称が変更された。開発は高度なユーザー向けのuMatrixという拡張機能に加えて、HTTP Switchboardのコードベースからフォークされて始められた。uBlock Originはコミュニティが維持するブロックリストを利用する前提で開発されているが、特色が加えられ、コードの質はリリースできる水準まで上げられた。最初、2014年6月にChromeとOpera向けにリリースされ、2015年冬までに他のブラウザ用に拡張された。
2015年4月、5月にかけて、このuBlockプロジェクトはRaymond HillからChris Aljoudiに譲渡された後、Hillがそれをフォークする形で分裂した。
Aljoudi率いる「uBlock」はublock.orgを立ち上げ寄付を要求した。
「uBlock Origin」は元の開発者による取り組みが続けられることとなった。2024年現在でも寄付を一切受け付けていない。理由に公式サイトがなく費用がかからないことが挙げられている。
「ublockorigin.com」が公式サイトと誤認されることがあるが無関係の個人サイトである。
「uBlock」は停滞し2017年に散発的に更新される。2018年7月にAdBlockに買収された後、Adblock Plusが主導するAcceptable Ads（控えめな広告）を組み込むようになった。

## 機能
単なる広告ブロックの機能にとどまらず、広範なコンテンツブロッカーとして機能する。
同様の拡張機能よりも軽量であり、ユーザーがブラウザー上でどのコンテンツを受け入れるか否かを選択する自由を尊重している。

### 除かれたフィルターリスト
純正フィルターリストに一度は含まれながら、のちに外されたサードパーティーのフィルターリスト。
- Adblock-Iran - メンテナンスされていなかった[22]。
- YousList
- MVPS HOSTS - メンテナンスされていなかった[23]。
- ABP X Files - 地域・言語フィルターとして不適当だった[24]。
- Spam404 - メンテナンスされていなかった[25]。
- EasyDutch - 政治的理由でブロック対象を決めていた。のち撤回し復帰。
- EasyList Dutch - 文法がよりuBOフレンドリーなEasyDutchと置き換えられた[24]。
- Fanboy’s Enhanced Tracking List - 低品質だった。
- CJX's EasyList Lite - メンテナンスされていなかった。
- EasyList China - 文法がよりuBOフレンドリーなAdGuard Chineseに置き換えられた。
- EasyList Liste FR - 文法がよりuBOフレンドリーなAdGuard Françaisに置き換えられた[26]。
- Malware Domain List - メンテナンスされていなかった[27]。
- Malvertising filter list by Disconnect - メンテナンスされていなかった[28]。
- hpHosts’ Ad and tracking servers - メンテナンスされていなかった[29]。
- Adblock Warning Removal - 購読する意味がほぼない[30]。
- Korean Adblock List - メンテナンスされていなかった[31]。
- AdGuard Russian - 文法がよりuBOフレンドリーなRU AdListがあるため[32]。
- Schacks Adblock Plus liste - メンテナンスされていなかった[33]。
- Energized Blu Go Protection - ラインセンスが不明瞭[34]。
- ABP Japanese filters - メンテナンスされていなかった[35]。
- Finnish Addition to Easylist - 政治的理由でブロック対象を決めていた[36]。
- Malware filter list by Disconnect - ルールがMalvertising filter list by Disconnectと重複していた[37]。
- Romanian Ad（ROad） Block List - 政治的理由でブロック対象を決めていた[38]。
- polskie filtry do uBlocka uzupelnienie - polskie filtry do Adblocka i uBlockaがあるため。
- Fanboy's Swedish - 文法がよりuBOフレンドリーなFrellwit's Swedish Filterに置き換えられた[39]。
- AAK-Cont Filters For uBlock Origin - メンテナンスされていなかった[40]。
- Basic tracking list by Disconnect - メンテナンスされていなかった[37]。
- CJX's Annoyance List
- Fanboy's Vietnamese - メンテナンスされていなかった[41]。
- Fanboy+Easylist-Merged Ultimate List - 個別に購読するのと変わらないので有用性が低い[42]。
- Fanboy's Korean - メンテナンスされていなかった。
- BitBlock List - 地域・言語フィルターとして不適当だった[43]。
- uBlock Protector List - メンテナンスされていなかった[44]。
- EasyList without element hiding rules - 整形フィルタリングの有効無効は本体機能で指定できるので有用性が低い。
- Prebake - Filter Obtrusive Cookie Notices - メンテナンスされていなかった[45]。
- Anti-Adblock Killer | Reek - メンテナンスされていなかった。
- Malware domains（long-lived） - メンテナンスされていなかった。
- EasyDutch - メンテナンスされていなかった[46]。